# Edwardsia juliae
Edwardsia juliae is een zeeanemonensoort uit de familie Edwardsiidae. De anemoon komt uit het geslacht Edwardsia. Edwardsia juliae werd in 2008 voor het eerst wetenschappelijk beschreven door Daly & Ljubenkov. 